# Singapore Cup 1999
Der Singapore Cup 1999 war die zweite Austragung des Fußball-Pokalwettbewerbs in Singapur. In dieser Saison nahmen insgesamt 16 Mannschaften teil. Titelverteidiger war Tanjong Pagar United.

## Teilnehmer
| Teilnehmer |
| - Jurong FC - Mountbatten FC - Police S.A. - Tampines Rovers - Gombak United - Clementi Khalsa - Geylang United - Singapore Cricket Club - Marine Castle United - Balestier Central - Sembawang Sports Club - Woodlands Wellington - Home United - Tanjong Pagar United - Singapore Armed Forces FC - Sembawang Rangers FC |

## Vorrunde
| Datum            |                           | Ergebnis |                        |
| ---------------- | ------------------------- | -------- | ---------------------- |
| 20. Oktober 1999 | Jurong FC                 | 7:0      | Mountbatten FC         |
| 20. Oktober 1999 | Police S.A.               | 2:6      | Tampines Rovers        |
| 22. Oktober 1999 | Gombak United             | 5:3      | Clementi Khalsa        |
| 22. Oktober 1999 | Geylang United            | 3:0      | Singapore Cricket Club |
| 22. Oktober 1999 | Marine Castle United      | 0:1      | Balestier Central      |
| 23. Oktober 1999 | Sembawang Sports Club     | 1:2      | Woodlands Wellington   |
| 23. Oktober 1999 | Home United               | 1:0      | Tanjong Pagar United   |
| 23. Oktober 1999 | Singapore Armed Forces FC | 3:0      | Sembawang Rangers FC   |

## Viertelfinale
| Datum                        |                   | Gesamt |                           | Hinspiel | Rückspiel |
| ---------------------------- | ----------------- | ------ | ------------------------- | -------- | --------- |
| 27. Oktober/5. November 1999 | Tampines Rovers   | 4:5    | Jurong FC                 | 2:2      | 2:3 n. V. |
| 28. Oktober/6. November 1999 | Balestier Central | 3:2    | Geylang United            | 1:1      | 2:1       |
| 28. Oktober/5. November 1999 | Gombak United     | 4:7    | Singapore Armed Forces FC | 3:3      | 1:4       |
| 29. Oktober/3. November 1999 | Home United       | 7:2    | Woodlands Wellington      | 5:1      | 2:1       |

## Halbfinale
| Datum                 |                           | Gesamt |                   | Hinspiel | Rückspiel |
| --------------------- | ------------------------- | ------ | ----------------- | -------- | --------- |
| 10./17. November 1999 | Singapore Armed Forces FC | 4:1    | Home United       | 3:0      | 1:1       |
| 12./19. November 1999 | Jurong FC                 | 6:5    | Balestier Central | 3:2      | 3:3       |

## Spiel um Platz 3
| Datum             |             | Ergebnis |                   |
| ----------------- | ----------- | -------- | ----------------- |
| 27. November 1999 | Home United | 3:0      | Balestier Central |

## Finale
| Datum             |                           | Ergebnis |           |
| ----------------- | ------------------------- | -------- | --------- |
| 27. November 1999 | Singapore Armed Forces FC | 3:1      | Jurong FC |